# Atemgymnastik
Als Atemgymnastik bezeichnet man Übungen, die die Lunge besser belüften und Selbstreinigungsprozesse der Atemwege anstoßen und damit einer Fehlatmung vorbeugen. Sie gehört zu den Aufgaben der Physiotherapie, der Logopädie und der Gesundheits- und Krankenpflege und ist ein Teil der Pneumonieprophylaxe.:305
Voraussetzungen, um Atemgymnastik effizient durchzuführen, sind eine Umgebung mit frischer Luft und bei Bedarf, also bei zu erwartenden Schmerzen, die Verabreichung von schmerzstillenden Medikamenten nach Anordnung durch den Arzt. Eine ihrer Grundlagen ist die möglichst frühe Mobilisation auch während und nach schweren Erkrankungen je nach Belastungsfähigkeit, etwa durch Aufsetzen, Aufstehen oder Gehen.:305 Mit einer vorhergehenden Inhalation wird dafür gesorgt, dass während des Trainings die Atemwege möglichst sekret- und schleimfrei sind. Sind Operationen geplant, beginnt das Training schon davor, damit die Techniken nicht erst erlernt werden müssen, wenn der Patient ohnehin von einer Operation geschwächt ist, und auch um ihm einen wieder zu erreichenden Referenzwert zu liefern.:307 Atemgymnastik sollte möglichst häufig, durchaus stündlich, über den Tag verteilt betrieben werden, eine Übungseinheit besteht für gewöhnlich aus zehn Wiederholungen. Unterschieden werden einfache Atemgymnastikübungen von solchen der PEP-Atmung (positive expiration pressure).

## Einfache Atemübungen
Um die Lungen besser zu belüften, empfiehlt sich als einfachste Atemübung das regelmäßige tiefe Durchatmen, am besten kombiniert und abgewechselt mit häufigem Recken, Strecken, Singen und Lachen. Zu den einfachen Atemübungen gehören auch das Aufblasen von Ballons mit wenigen Atemzügen, das Seifenblasen-Blasen und das Blubbern in Wasser mit Hilfe eines Strohhalms. Darüber hinaus fördert die Kontaktatmung die Bauch- und Brustatmung des Patienten: Der Unterstützende legt dabei seine Hände entweder auf den Bauch oder entlang der vorderen Axillarlinien auf die Seiten des Thorax des Patienten, während dieser beim ruhigen, tiefen Einatmen versucht, diese Hände „wegzuatmen“; das Ausatmen wird sodann durch leichten Händedruck verstärkt, was die Körperwahrnehmung unterstützt.:305

## PEP-Atmung
Wird gegen einen Widerstand ausgeatmet, spricht man von PEP-Atmung (positive expiration pressure). Der Druck innerhalb der Bronchien ist dabei höher als im Thorax, was die Atemwege von innen stabilisiert und deren Verkrampfen vorbeugt. Man unterscheidet körpereigene Techniken von solchen mit Hilfsgeräten.

### Körpereigene Techniken
Die Anwendung der dosierten Lippenbremse besteht darin, bei geschlossenem Mund durch die Nase einzuatmen und anschließend die Luft durch die locker aufeinander gelegten Lippen anstrengungs- und geräuschlos entweichen zu lassen. Während diese Technik, die bei Asthma bronchiale und chronisch obstruktiven Lungenerkrankungen angewendet werden und Atemnot entgegenwirken kann, ausgeführt wird, ist auf ausreichend Zeit für einen fließenden Atem zu achten.:305f.
Ähnlich wirkt die Gähn- und Schnüffelatmung: Der Patient atmet mit geschlossenen Lippen durch die Nase mit ganz nach unten gezogenem Unterkiefer und nach unten hinten platzierter Zunge (wie beim Gähnen) und nach kurzer Pause mit dosierter Lippenbremse wieder aus.:306

### Techniken mit PEP-Geräten
Einfache PEP-Geräte erhöhen den Atemwegsdruck während des Ausatmens. Beispiele sind eine PEP-Maske und eine BA-Tube; erstere bedeckt Nase und Mund und lässt den Widerstand, gegen den geatmet wird, individuell anpassen, letztere besteht aus einem stabförmigen Mundstück, in das geatmet wird. Daneben existieren auch pfeifenähnliche PEP-Geräte (Flutter), die über eine bewegliche Kugel im Inneren Druckschwankungen in den Bronchiolen erreichen, um so zähes Sekret lösen zu können.:306f.

## Weitere Geräte

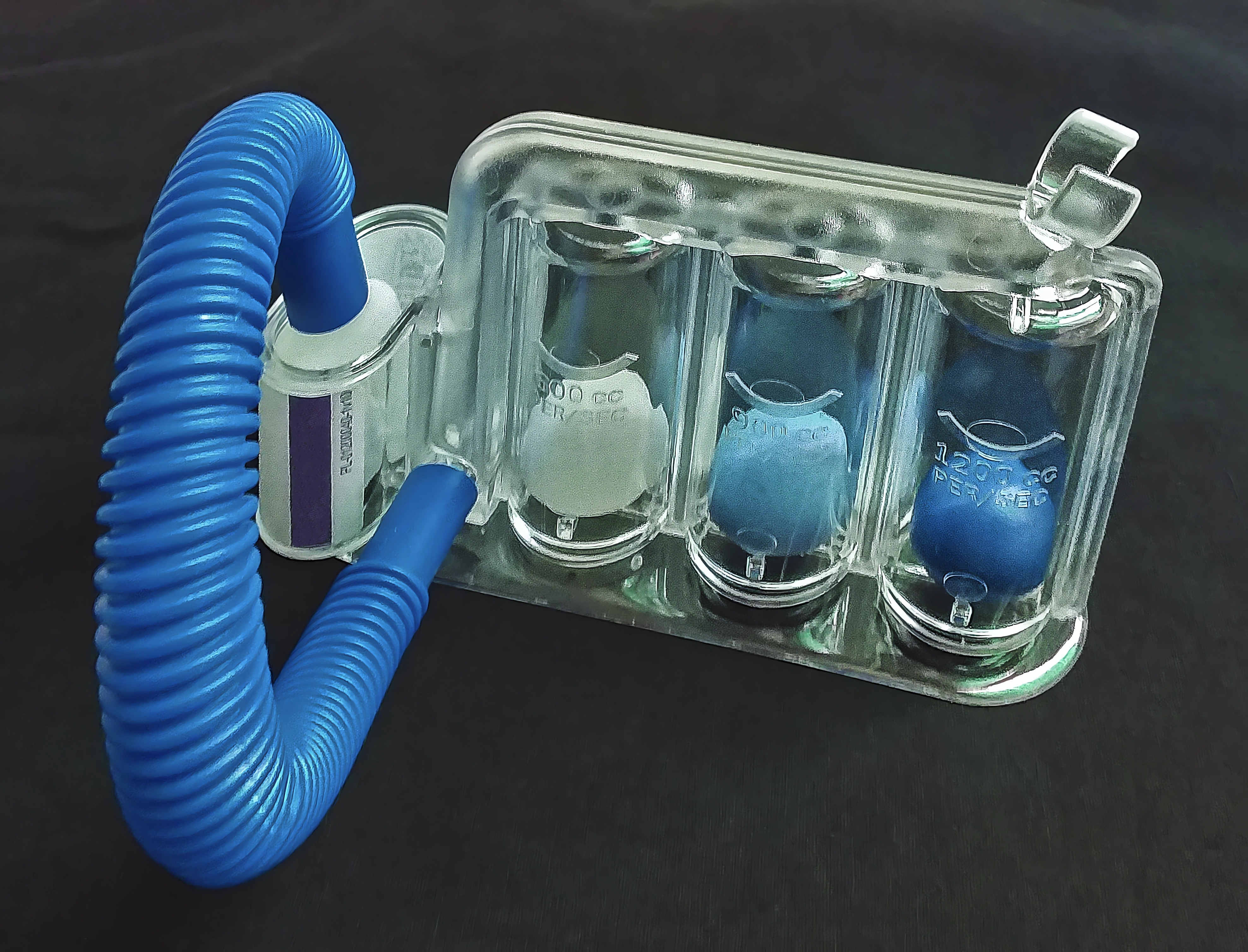
Handelsübliches Atemtherapiegerät

Wird das Prinzip der anhaltend maximalen Inspiration (SMI, sustained maximal inspiration) angestrebt, stehen flow- und volumenorientierte Geräte zur Verfügung. Erstere sorgen für eine bestimmte Strömungsgeschwindigkeit der Einatemluft, etwa indem Bälle im Gerät in Schwebe gehalten werden müssen (z. B. Triflo II, Mediflo duo, Flow Ball); zweitere geben ein zu erreichendes Volumen vor. Diese Geräte werden mit einer Nasenklemme benutzt, um ausschließlich durch das Mundstück zu atmen.:307
Das Threshold-IMT ist ein stabförmiges Gerät mit Federventil, das durch die Einatmung geöffnet werden muss, um die Atemmuskulatur bei chronisch obstruktiven Lungenerkrankungen zu trainieren.:307
Das IPPB-Gerät (intermittent positive pressure breathing) wird durch Druckluft angetrieben und kombiniert Inhalation mit Atemtraining, mit der Anwendung können gleichzeitig sekretlösende und entkrampfende Medikamente verabreicht werden. Während des Einatmens muss der Patient einen Mindestsog erreichen, um den Luftfluss auszulösen, während des Ausatmens hingegen muss ein Widerstand überwunden werden. Es findet Anwendung unter Asthmatikern, beim Lungenemphysem und zum aktiven Öffnen von Atelektasen.:307f.